# Outreau
Outreau  é uma comuna francesa na região administrativa de Altos da França, no departamento de Pas-de-Calais. Estende-se por uma área de 7,09 km². Em 2010 a comuna tinha 13 748 habitantes (densidade: 1 939,1 hab./km²).